# Ліхтар на вітрі
«Ліхтар на вітрі» — радянський художній фільм 1987 року, знятий режисером Нодаром Оміадзе на кіностудії «Грузія-фільм».

## Сюжет
Історія створення грузинської жіночої шахової школи (1940-ві роки), організатором якої був Вахтанг Ілліч Карселадзе.

## У ролях
- Гурам Пірцхалава — Вахтанг Карселадзе
- Імеда Кахіані — Шалва
- Інга Овсеп'ян — дівчина з вулиці
- Лела Пірашвілі — Нона
- Русудан Мчелідзе — Тамара
- Ціціно Махарадзе — Манана
- В. Тугуші — роль другого плану
- Руслан Мікаберідзе — роль другого плану
- Роман Чічуа — роль другого плану
- Д. Еліадзе — роль другого плану
- Автанділ Махарадзе — роль другого плану
- Нані Александрія — роль другого плану
- Леван Гварамія — роль другого плану
- Тенгіз Георгадзе — роль другого плану
- Арсен Звіададзе — роль другого плану
- Шота Косов — роль другого плану
- Хатуна Мчедлідзе — роль другого плану
- Лела Піранішвілі — роль другого плану
- Зураб Сванідзе — роль другого плану
- Гуранда Тугуші — роль другого плану

## Знімальна група
- Режисер — Нодар Оміадзе
- Сценарист — Анзор Джугелі
- Оператор — Джоні Курашвілі
- Композитор — Яків Бобохідзе
- Художник — Важа Джалаганія